# Коренев, Илья Олегович
Илья Олегович Коренев (род. 10 февраля 1995, Хабаровск) — российский хоккеист, нападающий.

## Биография
Начинал играть в хоккей в Хабаровске, воспитанник ярославского «Локомотива». С сезона-2011/12 — игрок команды МХЛ «Локо». В сезоне-2013/14 также провёл 19 матчей за «Локомотив» в КХЛ. 18 октября 2014 года перешёл в ханты-мансийскую «Югру», подписав контракт до конца сезона-2016/17. Сыграл 16 матчей в КХЛ и 18 — в МХЛ за «Мамонтов Югры». Перед сезоном-2015/16 вернулся в «Локомотив», провёл 58 матчей в ВХЛ за «Рязань» и 10 — в плей-офф за «Локо».
Выступал в ВХЛ за команды «СКА-Нева» (2016/17 — 2017/18), «Химик» Воскресенск (2018/19 — 2019/20), «Зауралье» (2020/21 — 2021/22), «Торос» (с 2022/23). Был на просмотре в «Амуре» летом 2018 года.